# Tomaspis phantastica
Tomaspis phantastica är en insektsart som beskrevs av Gustav Breddin 1904. Tomaspis phantastica ingår i släktet Tomaspis och familjen spottstritar. Inga underarter finns listade i Catalogue of Life.